# Heinrich Schellenberg
Heinrich Schellenberg – szwajcarski strzelec, wielokrotny mistrz świata.
Szwajcar zdobył w swojej karierze cztery medale mistrzostw świata. Trzykrotnie stawał na najwyższym stopniu podium w drużynowym strzelaniu z karabinu dowolnego w trzech pozycjach z 300 metrów. Raz osiągnął medalową pozycję indywidualnie – został mistrzem świata w 1904 roku w karabinie dowolnym klęcząc z 300 metrów. Wyprzedził wtedy rodaka Konrada Stäheli, czyli najbardziej utytułowanego medalistę mistrzostw świata w historii. Nie wystąpił nigdy na igrzyskach olimpijskich.

## Medale mistrzostw świata
Opracowano na podstawie materiałów źródłowych:
| Mistrzostwa  | Konkurencja                                     | Wynik                    | Miejsce |
| ------------ | ----------------------------------------------- | ------------------------ | ------- |
| Lucerna 1901 | Karabin dowolny, trzy pozycje, 300 m, drużynowo | 4567 punktów (drużynowo) | 1       |
| Rzym 1902    | Karabin dowolny, trzy pozycje, 300 m, drużynowo | 4484 punkty (drużynowo)  | 1       |
| Lyon 1904    | Karabin dowolny klęcząc, 300 m                  | 337 punktów              | 1       |
| Lyon 1904    | Karabin dowolny, trzy pozycje, 300 m, drużynowo | 4542 punkty (drużynowo)  | 1       |